# Pirovac

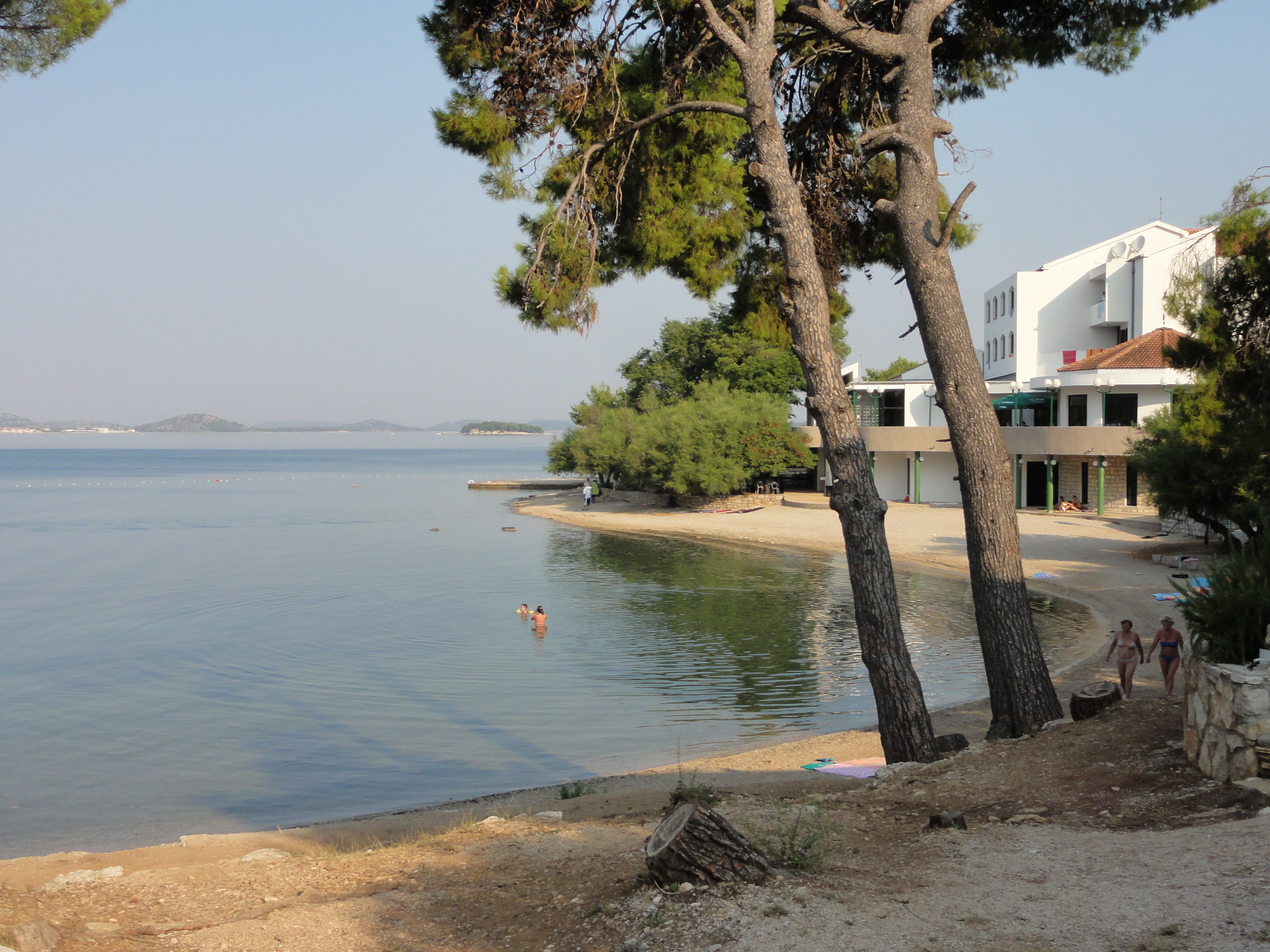
Playa Miran

Pirovac es un municipio de Croacia situado en el condado de Šibenik-Knin. Según el censo de 2021, tiene una población de 1606 habitantes.

## Demografía

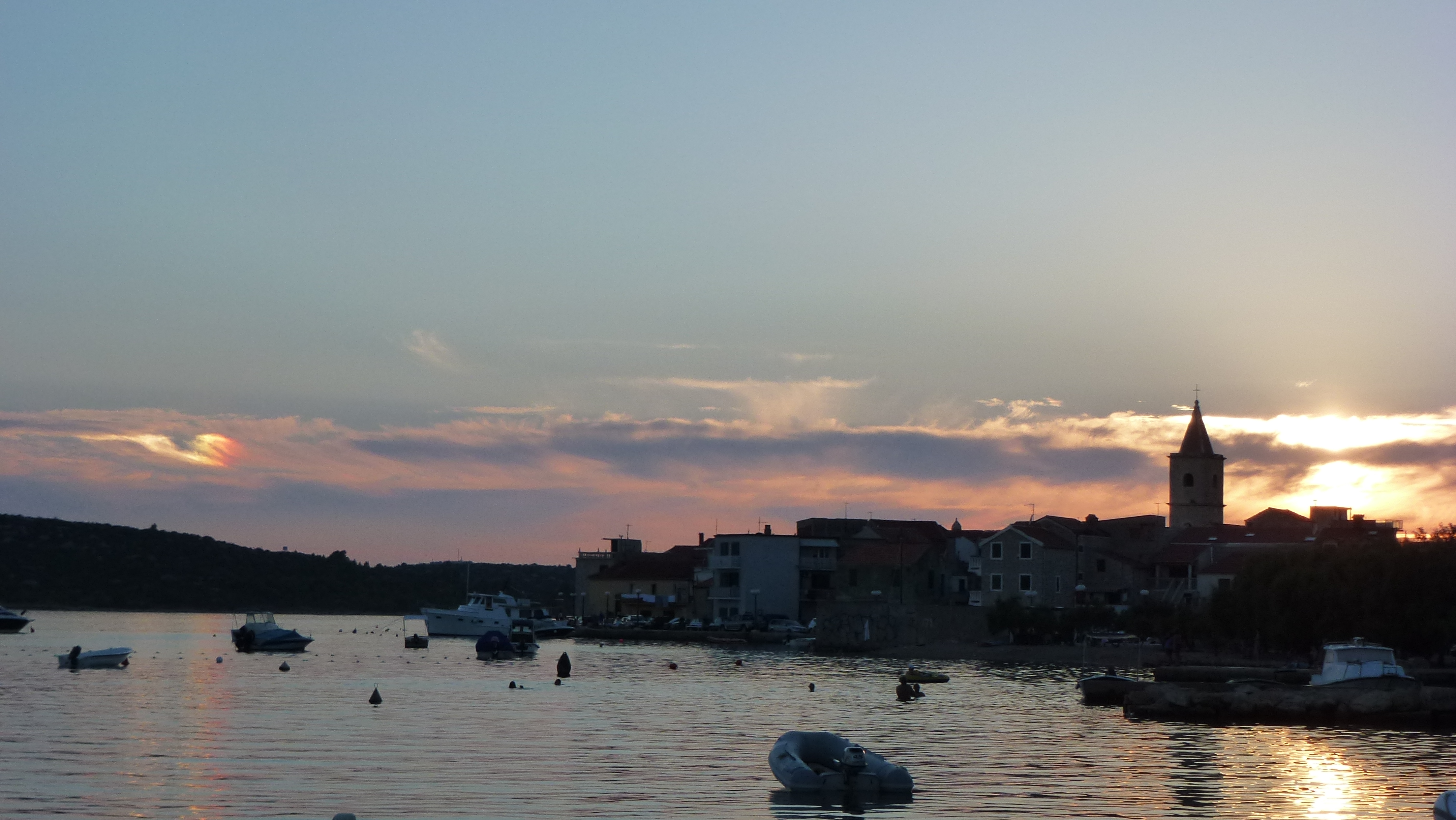
Pirovac

La población del municipio está distribuida en las siguientes localidades:
- Kašić - 104
- Pirovac - 1434
- Putičanje - 68

| Gráfica de población de Pirovac 1857-2021                          |
|                                                                    |
| Según los censos de población de la Oficina de Estadísticas Croata |